# Jean-Joseph Deschamps
Pour les articles homonymes, voir Deschamps.
Jean-Joseph Prix Deschamps est un homme politique français né le 6 février 1772 à Auxerre (Yonne) et décédé le 10 juin 1856 à Auxerre.

## Biographie
Jean-Joseph Deschamps est le fils d'Edme Prix Deschamps, conseiller du Roi, notaire à Auxerre, et de Marie Anne Robin. Intendant militaire, il est député de l'Yonne en 1815, lors des Cent-Jours.